# Пять препятствий
«Пять препятствий» (англ. Five obstructions) — дано-бельгийский документальный фильм режиссёров Ларса фон Триера и Йоргена Лета, снятый в 2003 году. Фильм был выдвинут на премию «Оскар» за лучший фильм на иностранном языке, однако не попал в шорт-лист номинации.

## Сюжет
Датский режиссёр Йорген Лет, в 1967 году снявший короткометражный фильм «Совершенный человек» (дат. Det Perfekte Menneske), соглашается сыграть в игру Ларса фон Триера — и снять пять ремейков собственной картины, каждый раз сталкиваясь с различными «препятствиями», навязанными фон Триером.
«Пять препятствий» — документальное эссе разбитое на эпизоды, которое демонстрирует, как сильно могут различаться вариации одного и того же фильма.

### Первый эпизод — «Куба»
Лет должен переснять фильм на Кубе, не использовав декораций и ограничив частоту съёмки лишь двенадцатью кадрами в каждой монтажной склейке. Так же он должен ответить на вопросы, заданные в оригинальном фильме. Лет прекрасно справляется с этим заданием.

### Второй эпизод — «Бомбей»
Лет должен переснять фильм в самом худшем месте в мире, при этом не показывать это место на экране; кроме того, Лет должен сам сыграть роль «человека». Лет переснимает фильм в квартале красных фонарей в Мумбаи, лишь частично скрывая его за полупрозрачной ширмой.

### Третий эпизод — «Брюссель»
Поскольку Лет не смог идеально выполнить второе задание, фон Триер наказывает его, велев либо переделать фильм так, как ему вздумается, либо повторить его еще раз со вторым препятствием в Мумбаи. Лет выбирает первый вариант и переснимает фильм в Брюсселе, используя эффект разделенного экрана.

### Четвёртый эпизод — «Мультфильм»
Лету приходится переснимать фильм как мультфильм. Он делает это с помощью Боба Сабистона, специалиста по ротоскопированию, который создает анимированные версии кадров из предыдущих фильмов. Таким образом, конечный продукт технически является анимацией, но не мультфильмом. Тем не менее фон Триер считает задачу выполненной успешно.

### Пятый эпизод — «Аведор, Дания»
Пятое препятствие заключается в том, что фон Триер уже сделал пятую версию, но она должна принадлежать Лету, а Лет должен прочитать закадровый голос, якобы, с его собственной точки зрения, но на самом деле написанный фон Триером.

## Награды и номинации
Список наград и номинаций приведён в соответствии с данными IMDb

### Награды
- 2004 — премия «ФИПРЕССИ» (Ларс фон Триер и Йорген Лет).
- 2015 — премия Cinema Eye Honors (Ларс фон Триер и Йорген Лет).

### Номинации
- 2003 — номинация на премию Европейской киноакадемии: лучший документальный фильм (Йорген Лет и Ларс фон Триер).
- 2003 — номинация на премию Венецианского кинофестиваля: лучший фильм (Йорген Лет и Ларс фон Триер).
- 2003 — номинация на премию Международного фестиваля документальных фильмов в Копенгагене (Ларс фон Триер и Йорген Лет).
- 2005 — номинация на премию AARP Movies for Grownups Awards: лучший фильм для представителей разных поколений

## Восприятие
На агрегаторе Rotten Tomatoes «рейтинг свежести» фильма составляет 89 % на основе 62 рецензий. На сайте Metacritic средневзвешанная оценка ленты составляет 79 баллов из 100 на основе 22 рецензий, что означает «В целом благоприятно».
По результатам опроса Sight & Sound был признан одним из 30 лучших фильмов 2000-х годов.